# Научный метод

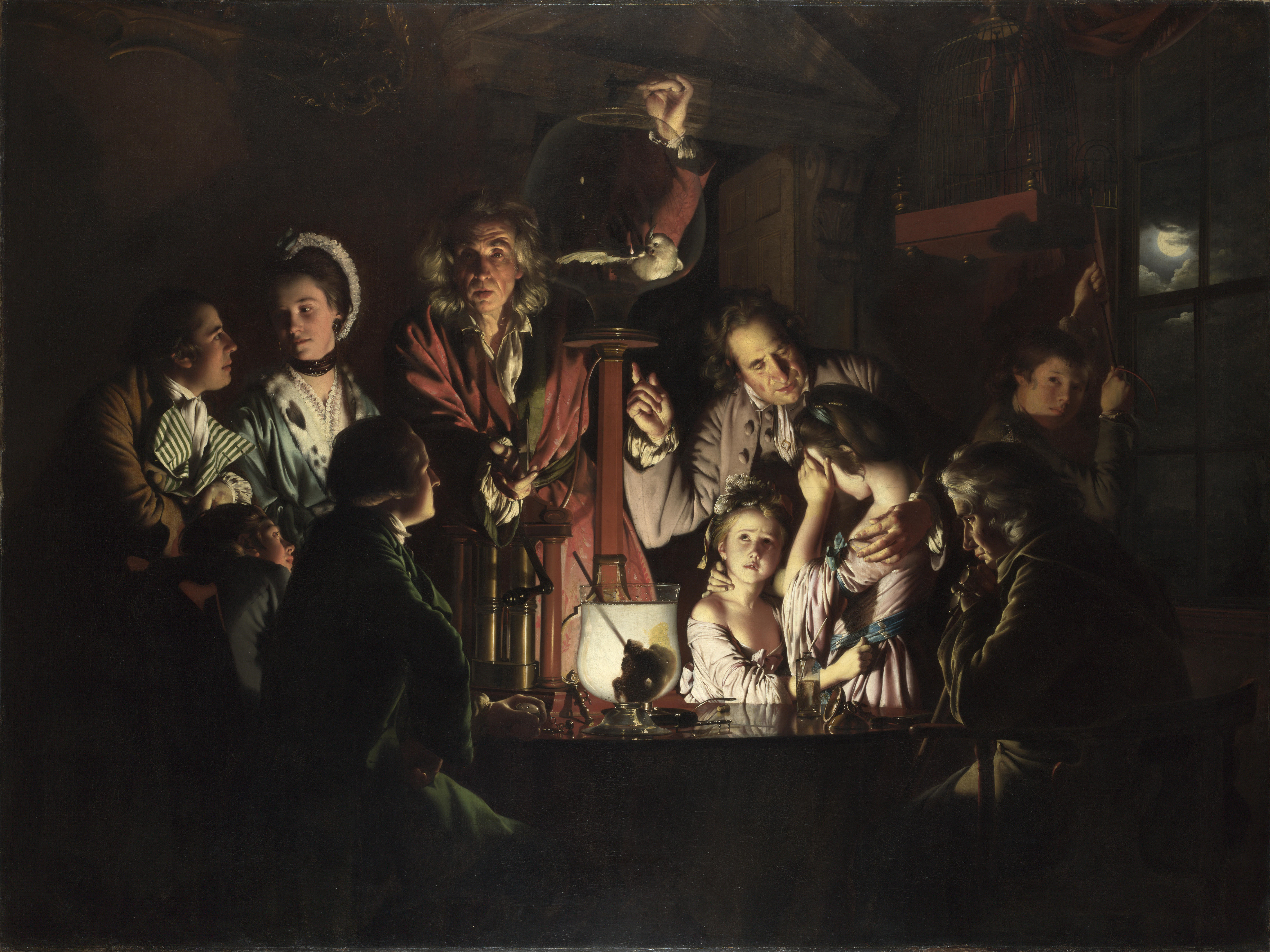
Джозеф Райт «Эксперимент с птицей в воздушном насосе» (1768)

Нау́чный ме́тод (от греч. méthodos — путь исследования или познания) — система процедур, совокупность приёмов и операций практического или теоретического освоения действительности, а также регулятивных принципов, способов обоснования, образцов и т. д., которыми руководствуется в своей деятельности научное сообщество или конкретный специалист.
Метод включает в себя способы исследования феноменов, систематизацию, корректировку новых и полученных ранее знаний. Умозаключения и выводы делаются с помощью правил и принципов рассуждения на основе эмпирических (наблюдаемых и измеряемых) данных об объекте. Базой получения данных являются наблюдения и эксперименты. Для объяснения наблюдаемых фактов выдвигаются гипотезы и строятся теории, на основании которых в свою очередь строится модель изучаемого объекта.
Важной стороной научного метода, его неотъемлемой частью для любой науки, является требование объективности, исключающее субъективное толкование результатов. Не должны приниматься на веру какие-либо утверждения, даже если они исходят от авторитетных учёных. Для обеспечения независимой проверки проводится документирование наблюдений, обеспечивается доступность для других учёных всех исходных данных, методик и результатов исследований. Это позволяет не только получить дополнительное подтверждение путём воспроизведения экспериментов, но и критически оценить степень адекватности (валидности) экспериментов и результатов по отношению к проверяемой теории.
Философской основой современного научного метода является фальсифицируемость (критерий Поппера): эксперимент или наблюдение может опровергнуть гипотезу (показать её ложность), но не доказать её истинность.

## История
Отдельные части научного метода применялись ещё философами древней Греции. Ими были разработаны правила логики и принципы ведения спора. При этом выводам, полученным в результате рассуждений, отдавалось предпочтение по сравнению с наблюдаемой практикой.
Эту парадигму изменили стоики, которые заложили начала научного метода: «очевидное» не является истиной автоматически, следует постоянно искать истину и сомневаться в «очевидном». При этом для познания недостаточно теоретических рассуждений, нечто считается истинным лишь посредством практического доказательства существования явления. Именно стоики первыми обратили внимание на важность проблемы критерия истины и указали на неочевидность критерия истины как наблюдения: теоретические рассуждения должны подтверждаться практикой, истина заключается именно в соответствии мышления и действительности.
Сейчас этот процесс в научной методологии называется построением моделей действительности.
Наглядным примером проблемы критерия истины является утверждение, что быстроногий Ахиллес никогда не догонит черепаху. Элеат Зенон здесь по сути применяет научный метод: не веря в «очевидное», он рассуждает и находит противоречия в моделях как непрерывности, так и дискретности пространства и времени. Киник Диоген, согласно Сексту Эмпирику, пытался «опровергуть» Зенона, просто начав ходить перед ним в ответ на «движения нет» (апория «Стрела») — но это именно непонимание сути апории. Зенон не отрицал факт возможности движения, а указывал на невозможность непротиворечиво его мыслить. По этому поводу Гегель указал, что доводы невозможно опровергнуть демонстрацией, их надо опровергать контрдоводами. Эта история наглядно показывает отличие научного мышления, научного метода, применённого Зеноном (построение модели и проверка её на соответствие действительности) и обыденного «здравого смысла» Диогена.
Вершиной развития логики высказываний стала софистика. Однако целью софистов была не столько истина, сколько победа в судебных процессах, где формализм превышал любой другой подход.
Сократ создал сократический метод ведения спора. В противовес софистам, которые пытались навязать и доказать свою точку зрения, Сократ пытался наводящими вопросами заставить оппонента самостоятельно прийти к новым выводам и изменить свои первоначальные взгляды. Сократ считал свой метод искусством извлекать скрытое в каждом человеке знание с помощью наводящих вопросов. Ему приписывают высказывание о том, что в споре рождается истина.
Ранним предшественником научного метода был метод Бэкона — индуктивный метод, который был изложен в сочинении Френсиса Бэкона «Новый Органон». Бэкон считал, что в основе научного познания должны лежать эксперименты и индукция (обобщение).
В XX веке была сформулирована гипотетико-дедуктивная модель научного метода, состоящая в последовательном применении следующих шагов:
1. Используйте опыт: Рассмотрите проблему и попытайтесь осмыслить её. Найдите известные ранее объяснения. Если это новая для вас проблема, переходите к шагу 2.
2. Сформулируйте предположение: Если ничего из известного не подходит, попробуйте сформулировать объяснение, изложите его кому-то другому или в своих записях.
3. Сделайте выводы из предположения: Если предположение (шаг 2) истинно, какие из него следствия, выводы, прогнозы можно сделать по правилам логики?
4. Проверка: Найдите факты, противоречащие каждому из этих выводов, с тем чтобы опровергнуть гипотезу (шаг 2) (см. фальсифицируемость). Использование выводов (шаг 3) в качестве доказательств гипотезы (шаг 2) является логической ошибкой. Эта ошибка называется «подтверждение следствием» (англ. Affirming the consequent, греч. Επιβεβαίωση του επομένου)

Около тысячи лет назад Ибн ал-Хайсам продемонстрировал важность 1-го и 4-го шагов. Галилей в трактате «Беседы и математические обоснования двух новых наук, касающихся механики и законов падения» (1638) также показал важность 4-го шага (называемого также эксперимент). Шаги метода можно выполнять по порядку — 1, 2, 3, 4. Если по итогам шага 4 выводы из шага 3 выдержали проверку, можно продолжить и перейти снова к 3-му, затем 4-му, 1-му и так далее шагам. Но если итоги проверки из шага 4 показали ложность прогнозов из шага 3, следует вернуться к шагу 2 и попытаться сформулировать новую гипотезу («новый шаг 2»), на шаге 3 обосновать на основе гипотезы новые предположения («новый шаг 3»), проверить их на шаге 4 и так далее.
Если следовать критерию Поппера, то при учёте полной группы событий и невозможности всеобъемлющего восприятия действительности, научный метод никогда не сможет абсолютно верифицировать (доказать истинность) гипотезы (шаг 2); возможно лишь опровергнуть гипотезу — доказать её ложность.

## Элементы научного метода

### Гипотезы
Гипо́теза (от др.-греч. ὑπόθεσις — «основание», «предположение») — предположение или догадка, ещё недоказанное утверждение.
Как правило, гипотеза высказывается на основе ряда подтверждающих её наблюдений (примеров) и поэтому выглядит правдоподобно. Гипотезу впоследствии или доказывают, превращая её в установленный факт (см. теория, теорема), или же опровергают (например, указывая контрпример), переводя в разряд ложных утверждений.
Недоказанная и неопровергнутая гипотеза называется открытой проблемой.

### Теории
Тео́рия (др.-греч. θεωρία «рассмотрение, исследование») — система знаний, обладающая предсказательной силой в отношении какого-либо явления. Теории формулируются, разрабатываются и проверяются в соответствии с научным методом.
Стандартный метод проверки теорий — прямая экспериментальная проверка («эксперимент — критерий истины»). Однако часто теорию нельзя проверить прямым экспериментом (например, теорию о возникновении жизни на Земле), либо такая проверка слишком сложна или затратна (макроэкономические и социальные теории), и поэтому теории часто проверяются не прямым экспериментом, а по наличию предсказательной силы — то есть если из неё следуют неизвестные/незамеченные ранее события, и при пристальном наблюдении эти события обнаруживаются, то предсказательная сила присутствует.

### Научные законы
Зако́н — вербальное, математически или каким-либо другим способом сформулированное утверждение, которое описывает соотношения, связи между различными явлениями и процессами объективной действительности, предложенное в качестве объяснения фактов и признанное на данном этапе научным сообществом согласующимся с экспериментальными данными. Непроверенное научное утверждение называют гипотезой. Закон — есть существенная, необходимая, коренная связь между явлениями, предметами, свойствами и отношениями. В то же время научные законы не обязательно являются конечным пунктом исследований, но промежуточным явлением.
Более высоким уровнем знания являются эмпирические законы различных видов: функциональные законы; причинные законы; структурные законы; динамические законы; статистические законы.

### Научное моделирование
Моделирование — это изучение объекта посредством моделей с переносом полученных знаний на оригинал. Предметное моделирование — создание моделей уменьшенных копий с определёнными свойствами, дублирующими оригинальные. Мысленное моделирование — с использованием мысленных образов. Знаковое или символическое — представляет собой использование формул, чертежей. Компьютерное — компьютер является и средством, и объектом изучения, моделью является компьютерная программа.
Построение математической модели позволяет систематизировать существующие данные и сформулировать прогнозы, необходимые для поиска новых. Ярким примером этого является таблица Менделеева, по которой было прогнозировано существование множества ранее неизвестных элементов.
Полученные из свойств математической модели прогнозы проверяются экспериментом или сбором новых фактов.

### Эксперименты
Экспериме́нт (от лат. experimentum — проба, опыт) в научном методе — набор действий и наблюдений, выполняемых для проверки (истинности или ложности) гипотезы или научного исследования причинных связей между феноменами. Эксперимент является краеугольным камнем эмпирического подхода к знанию. Критерий Поппера выдвигает в качестве главного отличия научной теории от псевдонаучной возможность постановки эксперимента, прежде всего такого, который может дать опровергающий эту теорию результат.
Одно из главных требований к эксперименту — его воспроизводимость.
Эксперимент делится на следующие этапы:
- Сбор информации;
- Анализ;
- Выработка гипотезы, чтобы объяснить явление;
- Разработка теории, объясняющей феномен, основанный на предположениях, в более широком плане;
- Проведение наблюдений с целью найти противоречия в выработанной теории.

### Научные исследования
Научное исследование — процесс изучения результатов наблюдений, экспериментов, концептуализации и проверки теории, связанный с получением научных знаний.
Виды исследований:
- Фундаментальное исследование, предпринятое главным образом, чтобы производить новые знания независимо от перспектив применения.
- Прикладное исследование.

### Наблюдения
Наблюдение — это целенаправленный процесс восприятия предметов действительности, результаты которого фиксируются в описании. Для получения значимых результатов необходимо многократное наблюдение.
Виды:
- непосредственное наблюдение, которое осуществляется без применения технических средств;
- опосредованное наблюдение — с использованием технических устройств.

### Измерения
Измерение — это определение количественных значений свойств объекта с использованием специальных технических устройств и единиц измерения. Измерение — совокупность операций для определения отношения одной (измеряемой) величины к другой однородной величине, принятой всеми участниками за единицу, хранящуюся в техническом средстве (средстве измерений).

## Истина и предубеждение
В XX веке некоторые исследователи, в частности Людвик Флек (1896—1961), отметили необходимость более тщательной оценки результатов проверки опытом, поскольку полученный результат может оказаться под влиянием наших предубеждений. Следовательно, необходимо быть более точным при описании условий и результатов проведения эксперимента.
Выдающийся российский учёный, М. В. Ломоносов, придерживался мнения, что вера и наука дополняют друг друга:

Правда и вера суть две сестры родные, дщери одного Всевышнего Родителя, никогда между собою в распрю прийти не могут, разве кто из некоторого тщеславия и показания своего мудрования на них вражду всклеплет. А благоразумные и добрые люди должны рассматривать, нет ли какого способа к объяснению и отвращению мнимого между ними междоусобия.
И сейчас среди учёных есть верующие люди, при том с довольно большим вкладом. Примером может быть директор проекта «Геном человека» Фрэнсис Колинз, написавший книгу «Доказательство Бога. Аргументы учёного», посвящённой вопросу совместимости религии и науки.
На сегодня предположение о божественном вмешательстве автоматически выводит теорию, использовавшую такое предположение, за пределы науки, потому что такое предположение является в принципе непроверяемым и неопровергаемым (то есть противоречит критерию Поппера). Научный метод подразумевает поиск причин явлений исключительно в естественной области, без опоры на сверхъестественное. Академик Виталий Лазаревич Гинзбург:

Во всех известных мне случаях верующие физики и астрономы в своих научных работах ни словом не упоминают о Боге... Занимаясь конкретной научной деятельностью, верующий, по сути дела, забывает о Боге...
Даже простая убеждённость в чём-либо на основе предыдущего опыта или знаний может изменять интерпретацию результатов наблюдения. Человек, имеющий определённое убеждение касательно некоего явления, часто склонен воспринимать факты в качестве доказательств своей веры уже только потому, что они ей прямо не противоречат. При анализе может оказаться, что предмет веры является лишь частным случаем более общих явлений (например, Корпускулярно-волновая теория считает частными случаями предшествовавшие представления о свете в форме частиц или волн) или вообще не связан с предметом наблюдения (например, концепция Теплорода в отношении температуры).
Не менее антинаучной может быть и идеологическая предубеждённость. Примером несовместимости подобной предубеждённости и научного метода является сессия ВАСХНИЛ 1948 года, в результате которой генетика в СССР оказалась под запретом до 1952 года и биологическая наука оказалась в застое почти на 20 лет. Один из основных тезисов «мичуринских» биологов во главе с T. Д. Лысенко против генетики состоял в том, что основоположники классической теории наследственности (отнюдь не «идеалистической») Мендель, Вейсман и Морган якобы вследствие своего идеализма создали неправильную идеалистическую теорию с элементами мистики вместо правильной материалистической:

Как мы отмечали ранее, столкновение материалистического и идеалистического мировоззрений в биологической науке имело место на протяжении всей её истории... Для нас совершенно ясно, что основные положения менделизма-морганизма ложны. Они не отражают действительности живой природы и являют собой образец метафизики и идеализма... Истинную идеологическую подоплёку морганистской генетики хорошо (невзначай для наших морганистов) вскрыл физик Э. Шрёдингер. В своей книге «Что такое жизнь с точки зрения физики?», одобрительно излагая хромосомную вейсманистскую теорию, он пришёл к ряду философских выводов. Вот основной из них: «…личная индивидуальная душа равна вездесущей, всепостигающей, вечной душе». Это своё главное заключение Шрёдингер считает «…наибольшим из того, что может дать биолог, пытающийся одним ударом доказать и существование Бога и бессмертие души».

## Критика научного метода
Ряд постпозитивистов в своих трудах во 2-й половине XX века сделали попытку применить критерии научного метода к самой науке на примере исторического материала реальных открытий. В результате появилась критика этого метода, которая, по мнению постпозитивистов, указывает на расхождение между методологией научного метода и реальным развитием научных идей. По их мнению, это свидетельствует об отсутствии полностью формализированного и достоверного метода, приводящего к более достоверному знанию, однозначной связи между принципами верификации/фальсификации и получением истинного знания.
Хотя постпозитивисты отказываются от понятия истины, тем не менее, другие методологи  науки выражают надежду найти общие критерии, которые позволяли бы приблизиться к более адекватному описанию мира.

### Явление парадигмы
Томас Кун считал, что научное знание развивалось скачкообразно. Научная революция происходила тогда, когда учёные обнаруживали аномалии, которые было невозможно объяснить при помощи старой парадигмы, в рамках которой до этого момента происходил научный прогресс. Развитие науки соответствовало смене «психологических парадигм», взглядов на научную проблему, порождавших новые гипотезы и теории. Кун относил методы, которые влияют на переход от одной парадигмы к другой, к области социологии.

### Утончённый фальсификационизм
Имре Лакатос, развивая на основе идей фальсификационизма Поппера свой утончённый фальсификационизм, пришёл к выводу, что одной из существенных проблем развития науки как системы, опирающуюся на какие-то единые методы, — является существование гипотез ad hoc. Это один из механизмов, при помощи которого преодолеваются противоречия между теорией и экспериментом. Из-за этих гипотез, которые фактически являются частью теории, но временно выводятся из-под критики, и становится невозможным опровержение таких теорий, так как противоречия теории и эксперимента объясняются гипотезой ad hoc и не опровергают теорию. С помощью этих гипотез становится невозможным полное опровержение ни одной теории. Возможно говорить только о временно́м сдвиге проблем: либо прогрессивном, либо регрессивном.

Догматический фальсификационист, в соответствии со своими правилами, должен отнести даже самые значительные научные теории к метафизике, где нет места рациональной дискуссии — если исходить из критериев рациональности, сводящихся к доказательствам и опровержениям, — поскольку метафизические теории не являются ни доказуемыми, ни опровержимыми. Таким образом, критерий демаркации догматического фальсификациониста оказывается в высшей степени антитеоретическим.

### Знание и неявное знание
Майкл Полани считает, что научное знание можно передать через формальные языки только частично, а оставшаяся часть будет составлять личностное или неявное знание учёного, которое принципиально непередаваемо. Учёный, постепенно погружаясь в науку, принимает некоторые правила науки некритично. Эти некритично принятые и формально непередаваемые правила (часто включают навыки, умения и культуру) и составляют неявное знание. Ввиду того, что формализировать и передать неявное знание невозможно, невозможно и сравнение этого знания. Вследствие чего в науке присутствует сравнение только формализованной части одной теории с формализированной частью другой теории.

### Гносеологический анархизм
Пауль Фейерабенд считает, что единственным принципом, не создающим препятствий прогрессу, является принцип «допустимо всё». Ни одна теория никогда не согласуется со всеми известными в своей области фактами. Любой факт теоретически нагружен, то есть зависит от теории, в рамках которой он рассматривается. Поэтому теорию нельзя сравнивать с фактами. Также теории нельзя сравнивать и друг с другом из-за того, что понятия в разных теориях имеют разное содержание.

### Обоснование без применения научного метода
В истории науки есть случаи, когда идеи, открытия, получившие впоследствии научное признание, изначально имели обоснования или пояснения, не соответствующие научному методу. Одним из наиболее ярких подобных примеров является обоснование Коперником гелиоцентрической системы. Первоначально в новой теории планеты обращались вокруг Солнца строго по круговым орбитам, что давало значительно больше расхождений с наблюдениями, чем господствовавшая до неё теория эпициклов Птолемея, то есть экспериментальная проверка говорила в пользу прежней теории, а не новой. Поэтому Коперник был вынужден апеллировать к простоте, внутренней красоте и гармоничности:

В центре всего, в покое, находится Солнце. В этом прекраснейшем храме кто может найти этому светильнику лучшее место, чем то, из которого он может освещать всё одновременно?

### Неспособность претендовать на абсолютную истинность
В богословии и в некоторых направлениях философии научное знание рассматривается как всегда ограниченное, условное и потому никогда не способное претендовать на абсолютную истинность. Это подтверждается процессом смены научных теорий, описанным выше. В то же время многие философские системы вообще выражают сомнения в существовании абсолютных истин, предлагая другие теории истины и знания, а успех науки в объяснении мира рассматривается большинством философов как признак её относительной истинности, что бы это ни обозначало.